# Rudolf Baetzgen
Rudolf Baetzgen (* 22. Februar 1905; † 1993) war ein deutscher Ministerialbeamter.

## Leben und Tätigkeit
1932 promovierte Rudolf Baetzgen an der Universität Bonn. Das Thema seiner Dissertation lautete Der Vollzug der Untersuchungshaft. Baetzgen wurde 1933 in Berlin Referent bei der Deutschen Gesellschaft für Völkerbundfragen und wechselte 1934 als Ministerialrat an das dortige Reichswirtschaftsministerium, an dem er bis zum Kriegsende 1945 tätig war. Danach verließ er Berlin und wurde in Hamburg 1948 Mitarbeiter eines Rechtsanwalts.
Nach dem 1965 erstmals erschienenen „Braunbuch der DDR“ soll er vor 1945 „Sonderbeauftragter bei der faschistischen Horthy-Regierung in Budapest“, NSDAP-Mitglied und SS-Führer gewesen sein.
1949 erfolgte seine Ernennung zum Kammerdirektor der Fürstlich Fürstenbergischen Verwaltung in Donaueschingen. Von dort wechselte er 1955 an das Bundesministerium für Wirtschaft, wo er bis 1970 tätig war. Zunächst war er Leiter der Unterabteilung II B (Handwerk, Mittel- und Kleinbetriebe, Genossenschaften) und ab 1956 zusätzlich Leiter der Verbindungsstelle des Wirtschaftsministeriums bei der Außenabteilung Koblenz des Bundesministeriums der Verteidigung.
1962 wurde Betzgen Leiter der Unterabteilung V C (Wirtschaftsbeziehungen mit dem Ausland: Ländergruppe II) und 1966 als Ministerialdirektor der Leiter der Abteilung II (Gewerblicher Mittelstand, Absatzwirtschaft, Leistungssteigerung). Mit Erreichen des 65. Lebensjahres ging er 1970 in Pension.